# Río Sabor
El río Sabor es un río de la península ibérica. Nace en la sierra Gamoneda (estribaciones meridionales de los montes de León), en la provincia de Zamora (España), entrando poco después en territorio portugués, cruzando la sierra de Montesinho, en el distrito de Braganza, en la región histórica de Tras-los-Montes.
Es afluente del río Duero por la derecha, desembocando en este junto a la localidad de Torre de Moncorvo. Tiene una longitud de unos 116 km de longitud. Sus afluentes principales son el río Manzanas (en portugués, Maçãs), el Angueira, el Fervença y el Azibo.

## Afluentes
- Río Fontano
- Río Maçãs
- Río Angueira
- Río Fervença
- Río Azibo
- Ribeira da Vilariça

## Presa del Bajo Sabor

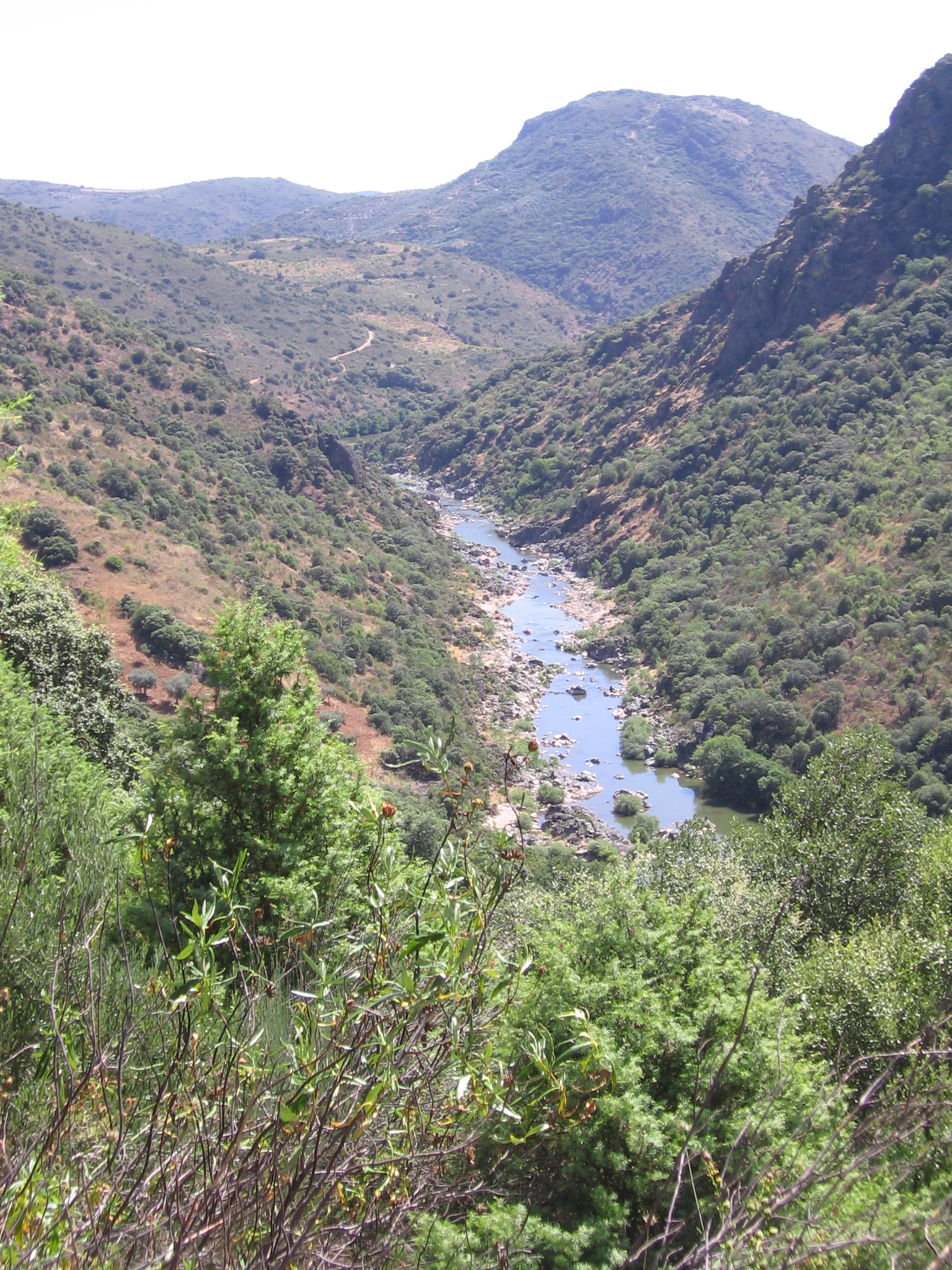
Vista del valle del Sabor antes de quedar inundado por el embalse del Bajo Sabor.

La empresa EDP comenzó en 2008 las obras de construcción de un gran embalse para la generación de electricidad situado en el municipio de Torre de Moncorvo, distrito de Braganza, en el que era el último gran río de la península ibérica sin presas desde su nacimiento hasta su desembocadura en el Duero.
Inundará el valle a lo largo de 50 km desde la presa hasta la cola del embalse. Entrará en funcionamiento en septiembre de 2013, con 170 megavatios (MW) de potencia y una producción media anual de 444 gigavatios (GWh). Estará formado por 2 centrales, situadas ambas en el río Sabor. Una a 12 km y otra a 3 km de su desembocadura en el Duero.
Asociaciones regionales y colectivos ambientalistas se opusieron a esta obra por considerar que supone un impacto irreparable sobre paisajes de gran valor ecológico que albergan especies emblemáticas, aves rupícolas, anfibios, invertebrados dulceacuícolas, etc.
El proyecto fue denunciado ante la Comisión Europea por contradecir varias disposiciones de la legislación medioambiental europea, entre ellas las Directivas sobre las aves y sobre los hábitats, ya que la región afectada por la presa forma parte de la red Natura 2000, en concreto Las áreas «Rios Sabor e Maçãs» (ZEPA y LIC) y «Morais» (LIC), albergan 19 tipos de hábitats, 9 especies animales y 5 especies de plantas de interés comunitario. Entre ellos, tres tipos de hábitats y una especie animal (Canis lupus), clasificados como prioritarios. En cuanto a la ZEPA, fue designada por la presencia de 34 especies de aves silvestres, entre ellas varias especies de aves de rapiña, gran parte de las cuales nidifican en las riberas del río que quedarán sumergidas por la construcción de la presa.
Los trabajos fueron por mucho tiempo paralizados y finalmente se archivó la denuncia con una resolución que confirma los hechos denunciados aunque alega que 

el proyecto de presa del Bajo Sabor constituye un elemento importante de la estrategia del Gobierno portugués.

Según el apartado 4 del artículo 6 de la Directiva 92/43/CEE, este argumento únicamente es válido si, 

a pesar de las conclusiones negativas de la evaluación de las repercusiones sobre el lugar y a falta de soluciones alternativas debiera realizarse un plan o proyecto por razones imperiosas de interés público de primer orden 
- relacionadas con la salud humana y la seguridad pública
- relativas a consecuencias positivas de primordial importancia para el medio ambiente
- otras razones imperiosas de interés público de primer orden (previa consulta a la Comisión)

En este caso el Gobierno portugués argumentó que 

no existe solución alternativa para alcanzar los objetivos del proyecto, que son la creación de una reserva estratégica hidroeléctrica, necesaria para lograr el objetivo de aumentar las tasas de energía eólica ―la cual depende de variaciones naturales difícilmente previsibles―, en particular, y de forma general, la disminución de las emisiones de gases de efecto invernadero en Portugal.

La construcción del embalse sigue adelante.